# Cynisca haugi
Cynisca haugi — вид плазунів з родини амфісбенових (Amphisbaenidae). Ендемік Габону.

## Поширення і екологія
Cynisca haugi відомі за типовим зразком, зібраним за 50 км на південний захід від міста Ламбарене в провінції Середнє Огове. Вони живуть в тропічних лісах.